# Indagació sobre la naturalesa i les causes de la riquesa de les nacions
Indagació sobre la natura i les causes de la riquesa de les nacions (en anglès, An Inquiry into the Nature and Causes of the Wealth of Nations) o, simplement La riquesa de les nacions, és l'obra més cèlebre d'Adam Smith. Publicada el 1776, és el primer llibre modern d'economia. L'autor hi exposa la seva anàlisi sobre l'origen de la recent prosperitat de certs països, com Anglaterra o els Països Baixos. Hi descabdella teories econòmiques sobre la divisió del treball, el mercat, la moneda, la natura de la riquesa, el «preu de les mercaderies mesurat en treball», els salaris, els beneficis i l'acumulació de capital. Hi examina diferents sistemes d'economia política, en particular el mercantilisme i la fisiocràcia. Hi debana també la idea d'un ordre natural, el «sistema de llibertat natural», com a resultat de l'interès individual cap a l'interès general en la solució del joc de la lliure empresa, de la lliure concurrència i del lliure comerç.
La riquesa de les nacions és avui una de les obres més importants d'aquesta disciplina, per a Amartya Sen, «el llibre més gran escrit mai sobre la vida econòmica». És el document fundador de l'economia clàssica, també dita Escola clàssica de l'economia, i, sens dubte, del liberalisme econòmic.

## Gènesi

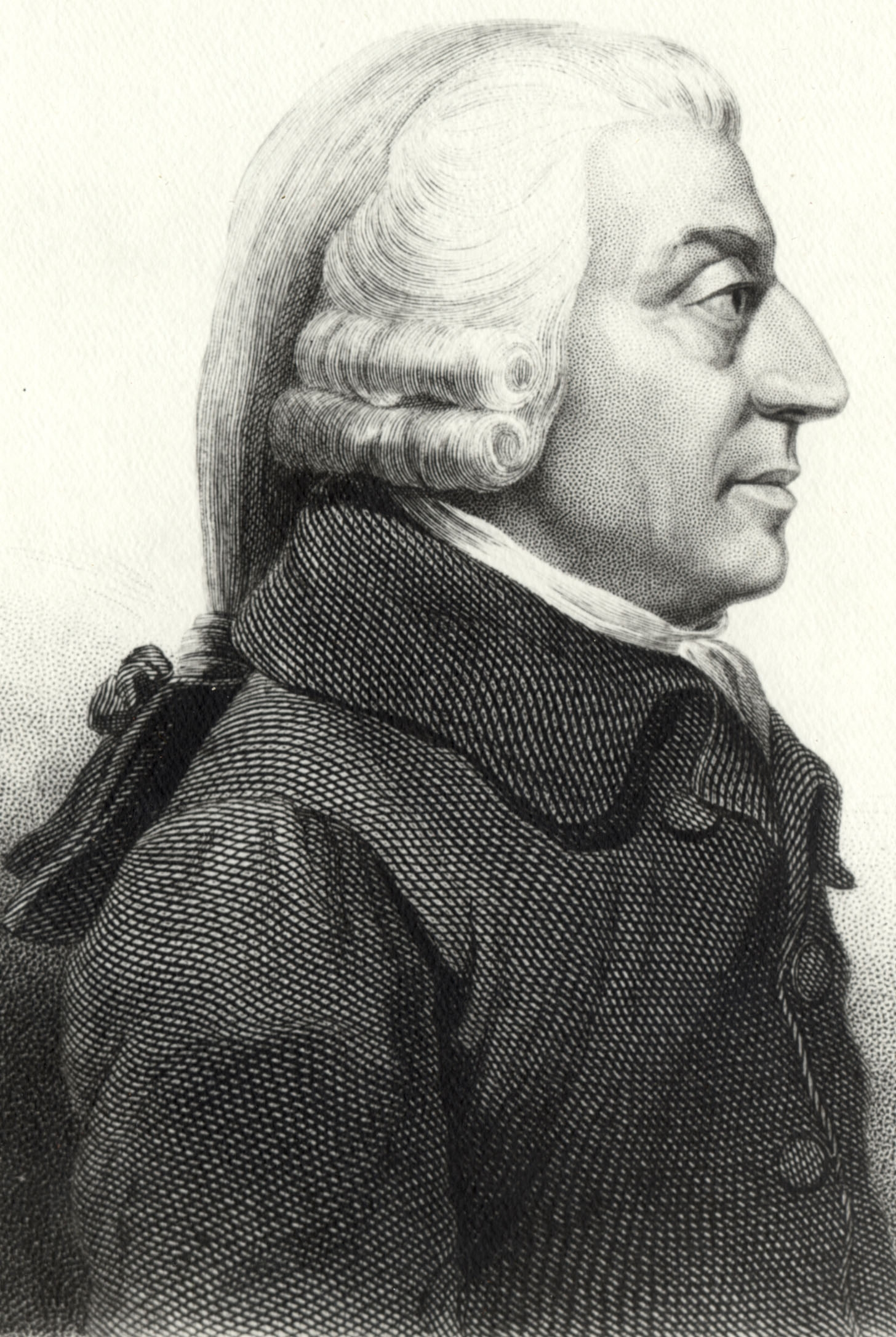
Adam Smith

Adam Smith comença la redacció de La riquesa de les nacions el 1764, mentre és el tutor del jove duc de Buccleugh (un càrrec retribuït generosament amb una pensió vitalícia). En ocasió d'un «Grand Tour», un llarg viatge per Europa amb el seu alumne, passa divuit mesos a Tolosa de Llenguadoc, convidat per l'abat Seignelay Colbért. Smith parla poc el francès, la majoria dels escriptors i filòsofs que esperava trobar a Tolosa de Llenguadoc no hi són, i aviat s'hi avorreix. En una carta adreçada a David Hume, Smith anuncia que ha «començat a redactar un llibre per tal de passar el temps». Smith treballava en aquest projecte des que era professor d'economia política i d'altres matèries a la universitat de Glasgow. Hi ha referència al final del primer llibre de la 
Teoria dels sentiments morals (1759), l'obra de filosofia moral que el va donar a conèixer.
A finals de 1764, aprofita un viatge a l'assemblea dels Estats del Languedoc a Montpeller, la regió més liberal de l'Ancien Régime (antic règim), on fa adoptar el lliure comerç del gra; se'n troben vestigis en el llibre. Tanmateix visita Sussa on hi troba Voltaire, després París on el seu amic el filòsof David Hume l'introdueix en els més importants salons. Discuteix amb els fisiòcrates François Quesnay i Turgot, que estimulen la seva inspiració, així com amb Benjamin Franklin, Diderot, d'Alembert, Condillac i Necker, amb qui manté contacte durant molts anys.
Després del seu retorn a Gran Bretanya el 1766, Smith posseeix un patrimoni suficient que li permet consagrar-se de ple a la seva obra, i retorna a Kirkcaldy després d'alguns mesos passats a Londres. La redacció esdevé molt lenta, entre altres raons pels problemes de salut de Smith. David Hume s'impacienta, i al novembre de 1772 li ordena d'acabar la seva obra abans de la tardor següent «per fer-se perdonar». El 1773, Smith s'instal·la a Londres per tal d'acabar el seu manuscrit i trobar un editor. Encara falten tres anys perquè la Riquesa de les nacions sigui publicada, el març de 1776. Smith vol dedicar el seu llibre a François Quesnay, però la mort d'aquest el 1774 li ho impedeix.

## Visió de conjunt
Segons Dugald Stewart, el primer biògraf de Smith, el principal mèrit de la “Riquesa de les nacions” no prové de l'originalitat dels seus principis, sinó del raonament sistemàtic, científic, utilitzat per validar-los, i també de la claredat amb la qual són expressats. En aquest sentit, l'obra és una síntesi dels aspectes més importants de l'economia política; una síntesi audaç que va més enllà de qualsevol altra anàlisi contemporània. Entre els observadors anteriors a Smith que l'han inspirat es troben John Locke, Bernard Mandeville, William Petty, Richard Cantillon, Turgot així com, ben segur, François Quesnay i David Hume.
El pensament de Smith està inspirat per diversos principis afavorits per la Il·lustració escocesa: l'estudi de la naturalesa humana és un aspecte primordial, indispensable; el mètode experimental de Newton és el més apropiat per a l'estudi de l'home; la naturalesa humana és invariable a tot arreu i al llarg del temps. Per a Donald White, Smith està igualment convençut de l'existència d'una progressió en el desenvolupament humà (el progrés) per unes etapes ben definides, i es retroba explícitament aquesta idea en el model de desenvolupament econòmic en quatre etapes exposat en la Riquesa de les nacions.
Si Smith és conegut avui com a economista, encara que ell es considerava, per damunt de tot, professor de filosofia moral (que havia ensenyat a Glasgow). Així, La riquesa de les nacions no tracta solament d'economia (en el sentit modern), sinó també d'economia política, de dret, de moral, de psicologia, de política, d'història, així com de la interacció i la interdependència entre totes aquestes disciplines. L'obra, centrada sobre la noció de l'interès personal, forma un conjunt amb la Teoria dels sentiments morals, on hi havia explicat la simpatia inherent a la naturalesa humana. El conjunt havia de ser completat per un llibre sobre la jurisprudència que Smith no va poder acabar, i en va fer cremar el manuscrit a la seva mort.

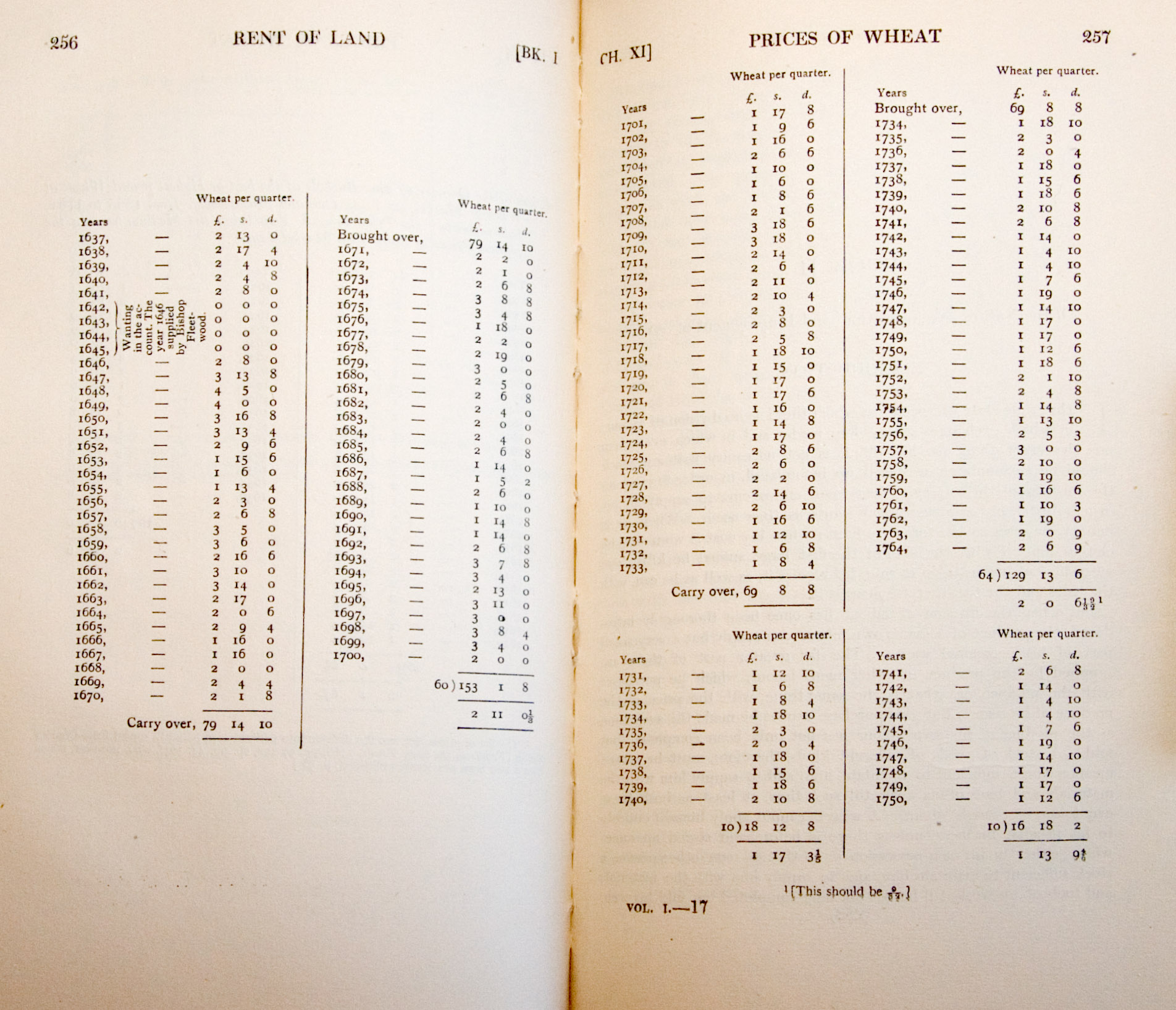
Taules de preus del blat entre 1637 i 1750, entre les nombroses referències empíriques de La riquesa de les nacions

La problemàtica de La riquesa de les nacions és doble: d'una banda, explicar perquè una societat moguda per l'interès personal pot subsistir; de l'altra, descriure com aparegué i com funciona el sistema de llibertat natural.
En aquest sentit, Smith utilitza sistemàticament les dades empíriques (exemples i estadístiques) per validar els principis que hi exposa, una «avidesa de fets» (l'índex té 63 pàgines) que serà denunciada per alguns dels seus successors després de la «revolució ricardiana». Així, Nassau Senior deplora «la importància exagerada que nombrosos economistes concedeixen a captar dades». Els raonaments abstractes són mantinguts al mínim estricte i, per a Jacob Viner, Smith «àmpliament dotat per a l'abstracció pugui aportar la comprensió del món real o guiar cap a ella al legislador o l'home d'Estat».
Si bé utilitza un to decididament optimista respecte del creixement econòmic, posa en guàrdia també contra el risc d'alienació que pot suscitar la divisió del treball.

## Pla
La riquesa de les nacions està composta per cinc llibres, on els temes, segons Emma Rothschild i Amartya Sen, són:
1. Causes que han perfeccionat les facultats productives del treball i de l'ordre segons el qual els productes es distribueixen naturalment entre les diferents classes socials (sobre la naturalesa humana, el treball, i «l'habilitat, la destresa i la intel·ligència que hi ha aportat»;[13]
2. De la naturalesa dels fons o capitals, de la seva acumulació i la seva col·locació (descripció dels negociants i del capital);
3. De la velocitat diferent i del progrés de l'opulència en diferents nacions (història del desenvolupament econòmic i política econòmica);
4. Sistemes d'economia política (en particular, el sistema del comerç internacional);
5. Dels ingressos del sobirà o de la comunitat (ingressos, despeses, i objectius de govern)

## Temes i idees

### La divisió del treball i l'interès personal

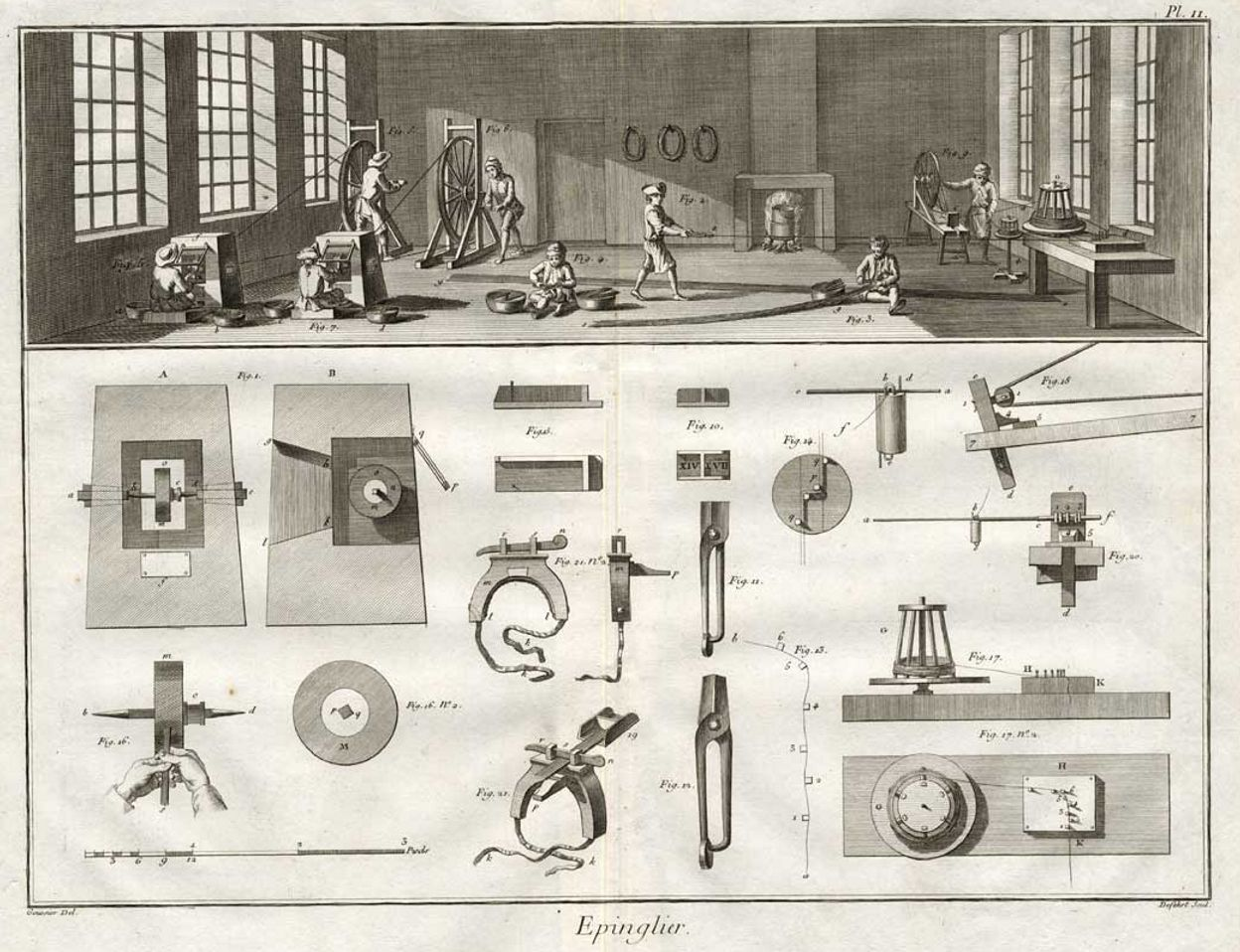
Fabricació d'agulles de cap, làmina de lEncyclopédie

Smith parteix de la constatació que 
| « | El Treball anual d'un país és aquell fons que en principi proporciona totes les coses necessàries i convenients per a la vida i que anualment consumeix el país; i aquestes coses són sempre o el producte immediat d'aquest treball, o comprats a d'altres països amb aquest producte. | » |

 No fa del treball l'únic factor de producció, però remarca la seva importància des de l'inici de l'obra, que el distingeix d'entrada dels fisiòcrates i dels mercantilistes. La millora de la productivitat del treball depèn en gran part de la divisió, il·lustrada pel seu cèlebre exemple de la fàbrica d'agulles de cap (inspirat de l'Encyclopédie de Diderot i d'Alembert): allà on un sol home, no format, no podria fabricar gairebé més d'una agulla per dia, la fàbrica utilitza els obrers en diverses tasques diferents (estirar el filferro, tallar-lo, adreçar-lo, fer-ne punta, esmolar-lo, etc.), i arriba així a produir prop de 5.000 agulles de cap per obrer emprat. La divisió del treball s'aplica més fàcilment a les manufactures que a l'agricultura, el que explica el seu retard en productivitat.

La divisió del treball per si mateixa no prové pas de la saviesa humana o d'un pla preestablert, sinó que és la conseqüència «d'una certa tendència natural a tots els homes (...) que els porta a traficar, a fer intercanvis i canviar una cosa per una altra». I la motivació d'aquesta tendència a l'intercanvi no és la benevolència, sinó l'interès personal, és a dir, el desig de millorar la seva pròpia condició: 
| « | Però l'home necessita gairebé constantment l'ajut dels seus semblants, i és inútil pensar que l'atendrien per la seva sola benevolència. (...) No és per la benevolència del carnisser, del cerveser o del forner, que nosaltres ens procurem el nostre menjar, més aviat és la diligència que presten als seus interessos. Nosaltres no ens adrecem a la seva humanitat, sinó al seu egoisme [self-love en versió original]; i no és de les nostres necessitats que els parlem, és sempre del seu profit. (...) la major part d'aquestes necessitats de moment se satisfan, com les dels altres homes, per tracte, per intercanvi i per la compra. | » |

Així, fins i tot una societat on no hi ha benevolència envers els desconeguts, on els individus persegueixen cadascú per la seva banda el seu interès personal, on els intercanvis econòmics es fan entre «mercenaris», pot prosperar sobre la base de la cooperació. Amb motiu de l'estudi dels comportaments dels animals, Smith conclou igualment que els humans són els únics que s'adonen que ho tenen tot a guanyar participant voluntàriament en un sistema econòmic on cadascú treballa per obtenir els béns per a tots: l'interès personal no és la seva única motivació, ja que faria qualsevol negociació impossible; un home és també capaç de comprendre l'interès personal del seu company (un exemple de simpatia) i d'arribar a un intercanvi mútuament beneficiós.
Si l'interès personal té un lloc important en la Riquesa de les nacions, és també perquè no ho contempla com l'únic aspecte econòmic de la relació de l'home a la societat. La Teoria dels sentiments morals ofereix una perspectiva bastant més àmplia i presenta una teoria de la relació social que no és reproduïda en la Riquesa de les nacions; demostra que la visió de Smith no es resumeix a la d'un Homo economicus. Nogensmenys, la contradicció aparent entre les dues obres majors de Smith, han donat origen a un «problema Adam Smith» en la literatura econòmica, avui caduca.
Smith mostra ben aviat que una certa acumulació de capital és necessària per a la posada en marxa de la divisió del treball, i que l'únic límit a aquesta és la dimensió del mercat. Aquesta proposició ha estat considerada com «una de les més brillants generalitzacions que es poden trobar en tota la literatura econòmica». El progrés ve així de la divisió accelerada del treball, que prové d'una inclinació natural de l'home. L'intercanvi, natural i espontani, s'inscriu en el «sistema de llibertat natural» que és subjacent en tota l'obra.
Smith també és conscient dels efectes secundaris d'una major divisió del treball: «Un home que passa tota la seva vida per completar unes poques operacions simples, els efectes són sempre els mateixos, o gairebé a aquests, no hi ha lloc per desenvolupar la seva intel·ligència ni exercir la seva imaginació per buscar els mitjans per resoldre aquelles les dificultats que costen més de localitzar; perd doncs, naturalment l'hàbit de desplegar o d'exercir les seves facultats i es torna, en general, tan estúpid i ignorant com pugui esdevenir a una criatura humana; l'adormiment de les seves facultats morals el fa incapaç d'apreciar cap conversa raonable ni de prendre-hi part, fins li impedeix sentir cap passió noble, generosa o tendre i, en conseqüència, formar-se cap judici una mica just sobre la majoria dels deures més ordinaris de la seva vida privada.» L'individu es torna llavors incapaç de formar-se un judici moral, tal com es descriu en la Teoria dels sentiments morals. Per prevenir aquesta situació, Smith recomana una intervenció governamental, que ha de fer-se càrrec de l'educació de la població.

### El valor del treball i la moneda
Un cop establerta la divisió, cada membre de la societat ha de poder recórrer als altres per procurar-se el que necessita; és, doncs, necessari tenir un mitjà de canvi: la moneda. La possibilitat d'intercanviar béns entre ells, o a canvi de moneda, fa aparèixer la noció del valor. El «valor» té dos significats: el valor d'ús o utilitat, i el valor de canvi. Smith agafa sobretot el segon (proposa, però no resol, la paradoxa de l'aigua i del diamant sobre el primer). Com mesurar-lo? Quin és el factor que determina la quantitat d'un bé per intercanviar-lo per un altre? Per a ell, «és del treball dels altres que cal esperar la gran majoria de tots els seus gaudis; així, serà ric o pobre, segons la quantitat de treball que podrà encarregar o que estarà en condicions de comprar. (...) El treball és la mesura real del valor de canvi de tots els béns».
El valor del treball és invariant: «Les quantitats iguals de treball han de ser, en qualsevol temps i qualsevol lloc, d'un valor igual per al treballador. (...) Així, el treball, no variant mai del seu propi valor, és l'única mesura real i definitiva que pot servir, en qualsevol temps i en qualsevol lloc, per valorar i comparar el valor de totes les mercaderies. És el seu preu real; Els diners no són més que el seu preu nominal».
Aquesta teoria del valor, que ignora la demanda i es basa exclusivament en els costos de producció, s'imposarà durant més d'un segle, fins que William Jevons, Carl Menger i Léon Walras introdueixen el marginalisme.
Per Smith, la moneda no és el valor en si, i l'acumulació de moneda no té interès econòmic per un país. La moneda és cada vegada més el mitjà de mesura pràctica del valor de les transaccions, així com el mitjà de canvi d'aquest valor. Per acomplir aquestes funcions, els metalls preciosos són particularment apropiats, ja que el seu propi valor varia poc en períodes raonables. A llarg termini, el blat és un patró millor. Tanmateix, els metalls preciosos tenen ells mateixos un cost important, i es proposa doncs reemplaçar-los pel paper-moneda, seguint una ràtio estricta a fi d'evitar l'emissió sense contrapartida. El sistema bancari resultant esdevé llavors «una espècie de gran carretera aèria, donant al país la facilitat per convertir una gran part de les seves grans carreteres en bons pasturatges i en bones terres pel blat».

### Els factors de producció
En una economia primitiva, es pot considerar que sols la quantitat de treball utilitzada per produir un bé determina el seu valor de canvi; en una economia avançada la formació dels preus és més complexa, i es descompon en tres elements: el salari, el benefici, i la renda predial, territorial o arrendament, que constitueixen la remuneració dels tres factors de producció: el treball, el capital, i la terra. Smith distingeix igualment tres sectors d'activitat: l'agricultura, la manufactura, i el comerç.
Les distincions entre els factors de producció i la forma que la seva remuneració pren per les diferents classes socials ocupen l'essència del llibre I de La Riquesa de les nacions. Les motivacions d'aquestes classes no són les mateixes, i no coincideixen necessàriament amb l'interès general.
Aquesta distinció neta entre les remuneracions dels diferents factors de producció és típica de l'Escola clàssica, caldrà esperar la revolució neoclàssica de finals del segle xix per tal que la remuneració dels factors sigui integrada al preu de la producció.

### La formació dels preus, la competència i el mercat
Els salaris són la compensació directa del treball, és a dir, el lloguer de la capacitat productiva del treballador. El benefici esdevé quan l'estoc de valor o de capital, acumulat per una persona, és empleat per posar a altres persones a treballar, facilitant-los unes eines de treball, les matèries primeres i un salari, amb la finalitat de realitzar un benefici (esperat i no garantit) venent allò que ells produeixen. El guany és, així, la recompensa d'un risc i d'un esforç. La renda predial o territorial existeix des que tot el territori d'un país està en mans de persones privades: «als propietaris, com tots els altres homes, els agrada recollir on ells no han sembrat, i demanden una Renda, fins i tot per al producte natural de la terra». Aquesta és pagada pels grangers als propietaris en contrapartida del dret d'explotar la terra, que és un recurs escàs i productiu. No requereix cap esforç per part dels propietaris.
Segons els tipus de béns aquests elements intervenen en proporcions diferents, i tenen preus diferents. Ja que aquests tres elements es tenen en compte en el preu de gairebé tots els béns, existeix a tot arreu una remuneració mitjana per a cadascun d'ells, és a dir una sèrie de taxes mitjanes o naturals. El preu natural d'un bé ha de ser suficient per a pagar la renda, el treball i el benefici que han estat necessaris per a la seva fabricació. El preu de mercat pot ser més o menys elevat que aquest preu natural, en funció de l'oferta i la demanda, però fluctua al voltant d'aquest, a causa de la competència. En efecte, un productor que no té en compte que el seu interès personal es troba enfrontat als seus concurrents: si ven els seus béns massa cars, perd els seus clients, si paga als seus empleats massa malament, és a aquests a qui perd. El mercat competitiu s'encarrega així de la producció dels béns demandats pel públic, al preu que aquest està disposat a pagar, i remunera als productors en funció de l'èxit de la seva producció.
En alguns casos, però, un monopoli pot haver estat concedit a un individu o una companyia. Com que no respon mai a la demanda efectiva, el monopolista pot vendre constantment per sobre del preu natural, i llavors obtenir un benefici superior a la taxa natural. Per tant, «el preu de monopoli és en totes les ocasions el més alt que es pot treure». Mentre que el preu natural és, al contrari, «el més baix pels quals els venedors poden generalment satisfer-se, per tal de poder al mateix temps continuar amb el seu negoci».

La part dels tres elements d'un preu varia amb les circumstàncies. El nivell dels salaris ve determinat per l'enfrontament d'interessos dels treballadors i els amos: 
| « | Els obrers desitgen guanyar el màxim possible, els amos, donar el mínim; Els primers estan disposats a concertar per a elevar els salaris, els segons per tal d'abaixar-los. | » |

 Els amos tenen sovint l'avantatge en aquest conflicte. Tanmateix, existeix un salari mínim de facto: el salari de subsistència, que permet a un assalariat mantenir amb prou feines la seva família. (Smith cita en aquesta ocasió Richard Cantillon, una de les nombroses citacions directes de La Riquesa de les nacions.) De vegades, fins i tot les circumstàncies poden afavorir els assalariats: quan els beneficis augmenten, un propietari, un rendista o un capitalista pot mantenir nous criats, que fa que augmenti la demanda de treball; fins i tot quan un obrer independent contracta jornalers. L'augment de la riquesa nacional dona lloc, llavors, a una alça dels salaris del treball, i els assalariats són els millor pagats allà on la riquesa augmenta més ràpidament. Smith ho il·lustra amb els exemples de les colònies britàniques d'Amèrica del Nord, de la mateixa Gran Bretanya, de la Xina i de India. Aquest augment salarial és del tot desitjable:
| « | Certament, no es pot valorar com a feliç i pròspera una societat on la majoria dels seus membres, estan reduïts a la pobresa i la misèria. Lo just, però, exigeix que aquells que alimenten, vesteixen i allotgen tot el cos de la nació, tinguin, en el producte del seu propi treball, una part suficient per ser ells mateixos alimentats, vestits i allotjats. El benefici mitjà, és pràcticament impossible de determinar, degut a la seva gran volatilitat entre sectors així com entre anualitats. Smith proposa d'apropar-se-li estudiant el tipus d'interès del diner. Sobre la base d'un estudi comparatiu entre diversos països i diverses èpoques, conclou que «a mesura de l'augment de les riqueses de la indústria i del poble, l'interès disminueix». | » |

 Si la taxa de guany tendeix a disminuir, i l'estoc de capital augmenta, la baixada de les taxes és compensada per un volum de partida més important, ja que «el diner crea diner». «Val més obtenir un benefici més petit amb un capital gran, ja que creixerà més ràpidament, que no un capital petit amb un benefici gran».
L'equilibri entre ingressos del treball i del capital provenen de la competència: «cadascun dels diversos usos del treball i del capital, en un mateix lloc, ha d'oferir necessàriament un equilibri entre avantatges i desavantatges que estableix o que tendeix contínuament a establir una igualtat perfecta entre tots els usos. Si, en un mateix lloc, hi hagués qualsevol ús que fos evidentment més o menys avantatjós que tots els altres, molta gent s'hi arribaria a precipitar en un cas, o a abandonar-lo en l'altre, de manera que els seus avantatges es tornarien molt ràpidament al nivell d'aquells altres usos». Per exemple, si els consumidors decideixen comprar més guants i menys sabates, el preu dels guants tendeix a pujar mentre que el de les sabates tendeix a baixar. Aleshores, els guanys dels guanters augmenten mentre que els dels sabaters disminueixen. En conseqüència, la feina en el sector de la sabateria desapareixeria, mentre que en el sector dels guants se'n crearia. Finalment, la producció de guants augmenta i la producció de sabates disminueix, per tal d'ajustar-se al nou equilibri del mercat. L'assignació de la producció (i dels recursos) és així ajustada als nous desitjos de la gent, això sense la menor planificació. Aquest equilibri del mercat no impedeix les desigualtats: per a Smith, en una societat lliure, les desigualtats en el salari provenen de la penositat del treball o de la seva propietat, de la seva facilitat d'aprenentatge, de la seva regularitat en l'ocupació, del seu estatut, i de les seves oportunitats d'èxit. D'aquestes cinc fonts de desigualtat, sols dos influencien sobre la taxa de guany del capital: l'atractiu i la certesa dels retorns.

### Distorsions causades per l'Estat
Però l'Estat (la «policia d'Europa») és capaç de causar desigualtats molt més grans: restringint la competència o provocant-la més enllà del seu nivell natural, o bé oposant-se a la lliure circulació del treball i dels capitals entre diferents usos i llocs. Respecte a la restricció de la competència, Smith ataca particularment el corporativisme que, a causa de l'acumulació de privilegis i restriccions, permet als amos i als comerciants d'enriquir-se, en definitiva, ells depenen dels propietaris, grangers i obrers del camp. Posa en guàrdia particularment contra els riscs de col·lusió: «Ja és ben estrany que gent del mateix ofici es trobin reunits, per fer quelcom plaent o per tal de distreure's, sense que la conversa no acabi amb alguna conspiració contra el públic, o per fer qualsevol maquinació per a elevar els preus».
Inversament, assignant pensions, beques i places en els col·legis i seminaris, l'Estat atreu cap a certes professions molta més gent que si no hi hagués aquesta intervenció. Smith cita els capellans de poble, que són tan nombrosos pel fet que, amb la seva educació gairebé gratuïta, poden ser retribuïts en el nivell decidit pel parlament. L'educació literària apareix mentrestant com un benefici net (una externalitat positiva). Les lleis sobre l'aprenentatge i l'exclusivitat de les corporacions, traven més la lliure circulació de les persones entre oficis que la dels capitals: «Per això un ric comerciant trobarà més facilitats per obtenir el privilegi d'establir-se en una ciutat de la corporació, que per un pobre artesà obtenir el permís per treballar-hi». A Anglaterra, les lleis de Pobres prohibeixen pràcticament als pobres canviar-se de parròquia per tal de trobar una feina millor, un «atemptat manifest contra la justícia i la llibertat naturals». Tanmateix, les lleis sobre els tipus de salaris no tenen per objectiu remunerar un obrer qualificat al mateix tipus que un obrer ordinari.

### La renda i els ingressos
La renda o arrendament és el tercer i últim element constitutiu dels preus. La renda és un tipus de preu de monopoli, no val el mínim valor possible per al propietari, però en canvi sí que és el valor màxim possible per al granger. Mentre que la rendibilitat del capital i del treball van a l'alça, la renda va a la baixa: Smith suggereix que és determinat per la quantitat de terres cultivades, quantitat que és determinada pel nivell de població. (David Ricardo oferirà una anàlisi molt més fina el 1817). Depèn, doncs, de la qualitat de la terra, però també de la taxa mitjana de rendiment del treball i del capital. Es tracta d'un excedent: quan augmenta el preu de la terra, l'ingrés addicional és totalment capturat per la renda.
Els salaris, el benefici i la renda, constituents del preu, són igualment els constituents dels ingressos; es retroba aquesta identitat en la descomposició moderna del producte interior brut, on la producció total és igual a l'ingrés total. Les tres classes de la societat, els ingressos de les quals comporten indirectament els ingressos de tota la
població, són els propietaris, els grangers i els capitalistes. L'interès d'aquestes classes no coincideix necessàriament amb l'interès comú. Aquest és el cas per als propietaris i els grangers: el que enriqueix la nació els enriqueix igualment. Pel que fa als capitalistes, si l'expansió del mercat és profitosa a la vegada per a ells i per al públic, la restricció de la competència és profitosa sols per a ells. Smith advoca per la major desconfiança de les propostes dels capitalistes:
| « | Qualsevol proposta d'una nova llei o d'un reglament del comerç, que prové d'aquesta classe de gent, ha de ser sempre rebuda amb la més gran desconfiança, i no adoptar-la mai fins després d'un llarg i seriós examen, al qual cal dedicar, no dic solament la més escrupolosa, sinó l'atenció més curosa. Aquesta proposta ve d'una classe de gent quin interès no sabria mai ser exactament el mateix que el de la societat, que tenen, en general, interès en enganyar al públic, i fins i tot a oprimir-lo i que, a més, han fet ja una i altra cosa en moltes ocasions. | » |

### Capital fix i capital circulant

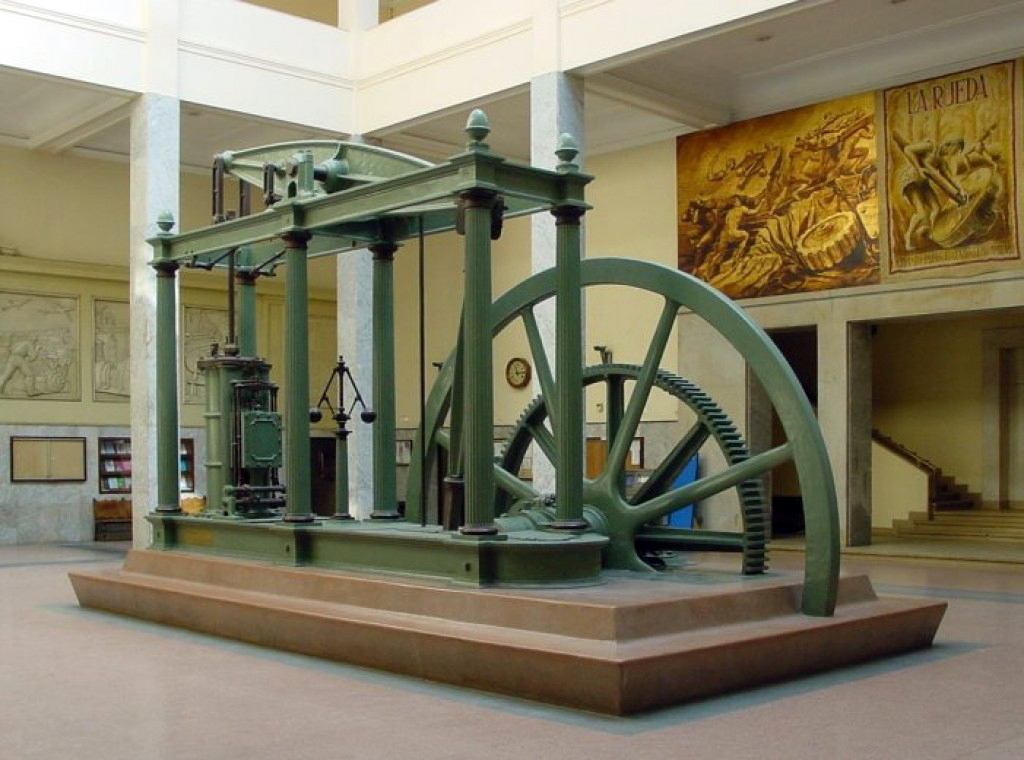
Una màquina de vapor és un exemple de capital fix

El fons acumulat (el conjunt de les possessions) d'una persona es descompon en dues parts: l'una serveix per a la consumició immediata (queviures, vestits, mobles, etc.) i no contribueix a l'ingrés, l'altra pot ser usada de forma que procuri un ingrés al seu propietari. Smith separa aquesta segona part, anomenada capital, en dues categories. El capital fix genera un benefici sense canviar de mans; es tracta per exemple de maquinària. Les mercaderies d'un negociant, en general tots els béns que són venuts per benefici i reemplaçats per altres béns, constitueixen el capital circulant.
Aquesta descomposició es trasllada a escala de la societat. Així, els habitatges entren en la categoria «consum», tant si són ocupats pels seus propietaris com si no ho són (ja que una casa no pot produir res per si mateixa). Els vestits igualment, encara que poden ser llogats. Els ingressos que s'obtenen d'aquests béns «provenen sempre, en última anàlisi, d'una altra font d'ingressos». El capital fix està constituït per màquines, edificis usats per a la producció, millores aportades a la terra, i aptituds i competències adquirides per tots els membres de la societat (el que s'anomena avui capital humà). El capital circulant es compon del diner, provisions (aliments o matèries primeres) retingudes pels productors o comerciants, i productes acabats però encara no venuts. Tots els capitals fixos provenen en origen dels capitals circulants, i necessiten el consum de capitals circulants per ser mantinguts.

### Ingrés brut, ingrés net, i el paper de la moneda
Smith fa una distinció entre ingrés brut i ingrés net: L'ingrés brut és la suma del producte de la terra i del treball d'un país, mentre que l'ingrés net dedueix les despeses de manteniment del capital fix i de la part del capital circulant constituït en moneda. Es retroba aquesta distinció en els agregats moderns: producte interior brut i producte interior net. El diner per ell mateix no contribueix a l'ingrés nacional: «la gran roda de la circulació és del tot diferent de les mercaderies que fa circular. L'ingrés de la societat es compon únicament d'aquestes mercaderies, i mai de la roda que les posa en circulació». Aquesta concepció és radicalment diferent de la dels mercantilistes. Els diners són un mitjà d'emmagatzematge del valor, i no són útils in fine (al final) més que perquè poden ser intercanviats per béns consumibles. Smith en dedueix la legitimitat de la moneda fiduciària, que costa infinitament menys de fabricar que la moneda de plata o d'or. Aquesta conclusió se sosté per un estudi dels sistemes bancaris d'Anglaterra i d'Escòcia, on Smith evoca igualment el sistema de Law.

### Treball productiu, treball no productiu, i acumulació del capital
Per a Smith, el treball productiu és aquell que contribueix a la realització d'un bé comercial (com és ara el treball de l'obrer), mentre que el treball improductiu no afegeix res al valor (com és ara el treball del criat, on els serveis «moren en el mateix instant que es presten»). Aquesta distinció és sovint utilitzada en economia. No sobreentén que el treball improductiu és inútil o deshonrós, però diu que el seu resultat no es pot conservar, i no contribueix, doncs, al fons de l'economia per a l'any següent.
Els treballadors productius són remunerats a partir d'un capital, mentre que els treballadors improductius són remunerats a partir d'un ingrés (renda o benefici). A mesura que una economia es desenvolupa, el seu capital augmenta i la part necessària per al manteniment del capital augmenta també.

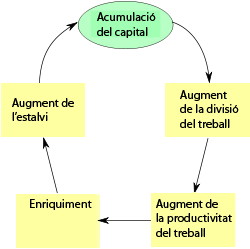
Acumulació del capital, divisió del treball i creixement

Els capitals augmenten de fet amb la moderació «la causa immediata de l'augment del capital, és l'economia, i no la indústria», motivat per l'esforç constant, uniforme i ininterromput de tot individu per tal de millorar la seva sort. Dedicant més fons al treball productiu, el capital d'un home frugal implementa una producció addicional (en termes moderns, l'estalvi és igual a la inversió). Així, el que és estalviat és igualment consumit, però pels altres: pels treballadors productius en lloc dels treballadors improductius o dels no-treballadors, que reprodueixen el valor del seu consum, més una part de guany. A la inversa, el malgastador desgasta el seu capital i disminueix la massa dels fons disponibles per al treball productiu, el que disminueix l'ingrés nacional, fins i tot si no consumeix més que béns nacionals.
L'única manera d'augmentar la producció de la terra i del treball és augmentar el nombre de treballadors productius, o bé la productivitat d'aquests. Això requereix un capital suplementari, ja sigui per pagar els nous treballadors, o bé per facilitar-los noves màquines, o, també, millorant la divisió del treball.
Un país que tingui excés d'improductius (una cort nombrosa i brillant, una gran institució eclesiàstica, grans flotes i els exèrcits grans), pot costar-li una part excessivament gran dels seus ingressos i no quedar-ne suficients per mantenir el treball productiu al seu nivell, el que provoca una disminució de l'ingrés nacional any rere any.
De la mateixa manera, si la demanda de treball augmenta, els salaris s'eleven per sobre del nivell de subsistència; a llarg termini això provoca l'augment de la població i de la demanda d'aliments, el que empeny el poder de compra en la direcció del nivell de subsistència. Tanmateix mai no torna a aquest nivell tant com l'acumulació del capital persegueix, la qual cosa permet a la societat sencera millorar la seva sort. Aquesta millora és del tot desitjable per a Smith:
| « | Aquesta millora sobrevinguda a les classes populars més baixes, ha de ser vista com un avantatge o un inconvenient per a la societat? A primer cop d'ull, la resposta sembla extremadament simple. Les criades, els obrers i artesans de tota mena componen la majoria de tota societat política. O, es pot mai mirar com un desavantatge per al tot allò que millora la sort de la majoria ? Ben segur, no s'ha de veure com a feliç i pròspera una societat on la majoria dels seus membres estan reduïts a la pobresa i la misèria. L'única equitat, d'altra banda, exigeix que aquells que alimenten, vesteixen i conformen tot el cos de la nació, tinguin, en el producte del seu propi treball, una part suficient per a estar ells mateixos passablement alimentats, vestits i allotjats. | » |

Smith descriu així un cercle virtuós, esperonat per l'acumulació de capital, que permet al poble sencer augmentar el seu nivell de vida.

### L'interès
En un préstec, el que vol el prestatari no és el diner per si mateix sinó el poder de compra d'aquest diner; així el prestador li concedeix el dret a una part del producte de la terra i el treball d'un país. Quan el capital total d'un país augmenta, la part disponible per prestar augmenta igualment, i el tipus d'interès disminueix també. Això no és un simple efecte d'escala, però la conseqüència de fet de l'augment del capital fa cada vegada més difícil obtenir un rendiment en l'interior del país. En conseqüència, les diferents formes de capital entren en competència, i la seva remuneració disminueix; el seu rendiment disminueix per la mateixa causa i aquest rendiment no és altre que el tipus d'interès.
Segons Smith, John Law, John Locke i Montesquieu han comès un error habitual suposant que la baixada del valor dels metalls preciosos, després de la descoberta de les mines d'Amèrica, havia estat la causa de la baixada generalitzada dels tipus d'interès a Europa, això és un vell exemple d'il·lusió monetària.

En alguns països, la llei prohibeix l'interès. Aquestes mesures no serveixen de res: 
| « | l'experiència ha fet veure que aquestes lleis, en lloc de prevenir el mal de la usura, no feien més que augmentar-lo; el deutor estant llavors obligat a pagar, no solament per l'ús del diner, sinó encara més pel risc que corre el creditor acceptant una indemnització que és el preu de l'ús dels seus diners. El deutor es veu obligat, per dir-ho d'alguna manera, d'assegurar al seu creditor contra les sancions per la usura. | » |

 Smith preconitza que la taxa d'usura ha de ser lleugerament superior a les taxes més baixes practicades, fet que permet d'afavorir els millors prestataris sense, per això, dissuadir els altres.

### Els usos del capital i el sistema econòmic de Smith
Smith distingeix quatre usos del capital: subministrar directament un producte en brut, transformar un producte brut en producte acabat, transportar un producte en brut o acabat allà on sigui demandat, dividir un producte en petites parts adaptades a les necessitats diàries dels consumidors. El primer ús correspon al sector primari modern, el segon al sector secundari, els altres dos pertanyen al sector terciari.
La quantitat de treball implementada per a una quantitat donada de capital depèn fortament del sector d'activitat. És en l'agricultura que el capital és el més productiu: serveix no solament al treball del granger, sinó també al dels «seus criats de granja, (...) les seves bèsties de treball i el carreteig que fan que tants obrers siguin productius». El guany del granger permet no solament la reproducció del capital, sinó també la de la renda. Venen després, per ordre decreixent, la manufactura, el comerç a l'engròs (interior després internacional), al final el comerç a la menuda. Smith atribueix d'altra banda, la ràpida creixença de les colònies d'Amèrica a la forta proporció de capital que ha dedicat a l'agricultura.
Cadascuna d'aquestes branques no és solament avantatjosa, sinó també «necessària i indispensable, quan és naturalment dirigida pel curs de les coses, sense traves i sense restriccions».

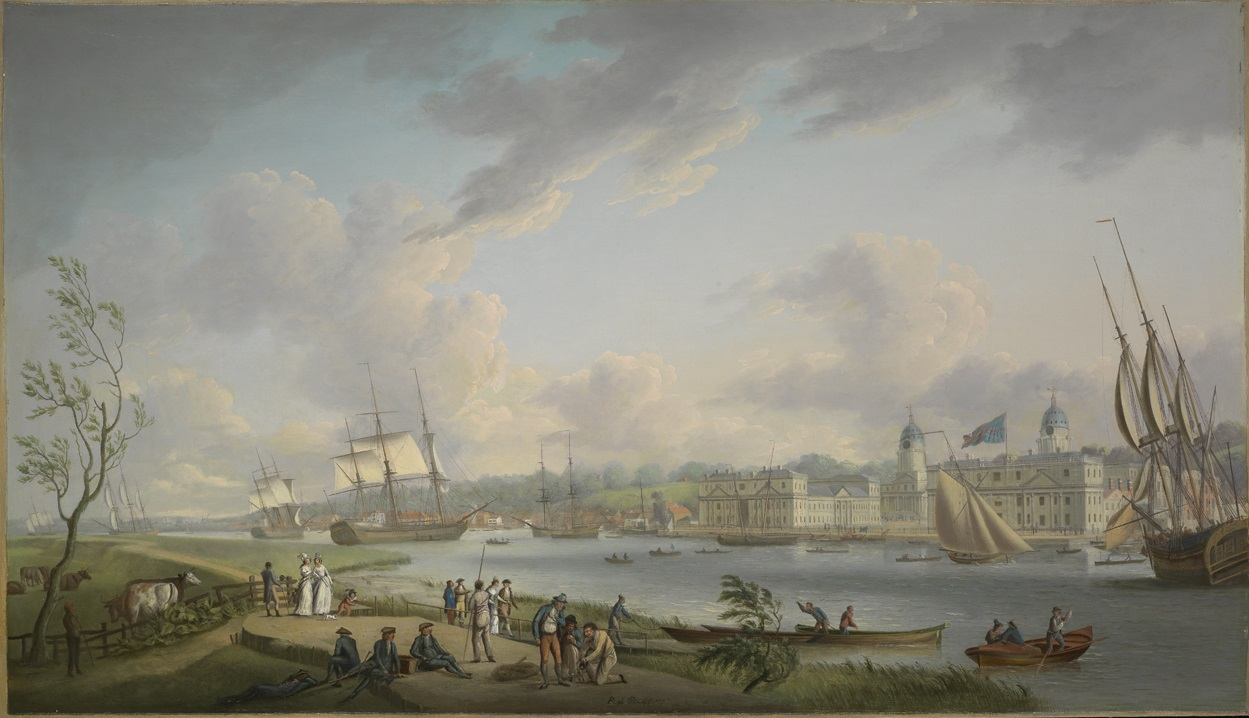
Una marina mercant important és el símbol d'un país ric

En el cas del comerç internacional, un país deu exportar el seu excedent de producció no consumit per la demanda interior, per tal de canviar-lo per qualsevol cosa que li sigui demandada. Un país que ha d'assolir una quantitat significativa de capital suficient per satisfer la demanda interna, fa servir l'excedent per satisfer la demanda d'altres països: una marina mercant important és així un sìmbol de país ric.
Al llarg de la seva exposició sobre els usos del capital, Smith explica la raó principal de la prosperitat recent d'Anglaterra:
| « | Però, encara que els excessos del govern hagin pogut, sens dubte, retardar el progrés natural d'Anglaterra cap a la millora i l'opulència, no obstant això no han pogut parar-lo. El producte anual de les terres i del treball, és avui indubtablement molt més gran que el que hi havia en l'època de la restauració, o a la de la revolució. Cal doncs, en conseqüència, que el capital que serveix anualment per cultivar les terres i mantenir aquest treball sigui també el més gran possible. Malgrat totes les contribucions excessives exigides pel govern, aquest capital ha crescut insensiblement i en silenci per l'economia privada i la sàvia conducta dels particulars, per aquest esforç universal, constant i no interromput de cadascú d'ells per tal de millorar la seva sort individual. És aquest esforç que sense parar actua sota la protecció de la llei, i que la llibertat deixa exercitar-lo en tots els sentits, com cregui convenient; És el que ha sostingut el progrés d'Anglaterra cap a la millora i l'opulència, en gairebé tots els moments, en el passat, i que ', cal esperar, farà el mateix en el futur. | » |

 Aquesta explicació i la recomanació adjunta il·lustren el sistema intel·lectual de la Riquesa de les nacions: d'una banda, Smith descriu un sistema econòmic sobre una base empírica sòlida; d'altra banda descriu un sistema analític que explica les relacions entre els diferents components del sistema econòmic. En aquesta ocasió, ofereix un cert nombre de recomanacions polítiques, que tenen un ressò considerable a Anglaterra, i després a Occident. Aquestes recomanacions eclipsen sovint el fonament intel·lectual que les sosté, però expliquen la immensa popularitat del llibre a la seva aparició.
Aquestes recomanacions són realistes: contràriament a François Quesnay, qui exigeix un sistema de «llibertat perfecte i justícia perfecte» per a intentar les reformes, Smith destaca que «si una nació no pogués prosperar sense el gaudi d'una llibertat perfecte i d'una perfecta justícia, no hi hauria en el món una sola nació que hagués pogut prosperar». En canvi, l'individu és capaç «de conduir la societat a la prosperitat i a l'opulència, però (...) encara ha de superar els mil obstacles absurds que la ximpleria de les lleis humanes sovint destorben la seva marxa».
Smith no preconitza tampoc un abandó total de l'esfera econòmica pel govern: en molts casos, pot ser beneficiós, fins i tot necessari, reglamentar l'activitat. Preconitza, així, la reglamentació del tipus d'interès amb la finalitat de no penalitzar els emprenedors seriosos i controlar l'emissió de moneda. És favorable als imposts sobre l'alcohol en funció del seu grau, una de les més antigues propostes de la taxa pigouviana. Més generalment, admet que «l'exercici de la llibertat natural de qualsevol individu, que podria comprometre la seguretat general de la societat, és i ha de ser restringida per les lleis, en qualsevol possible govern, tant en el més lliure com en el més despòtic».

### La regulació del comerç i l'avantatge absolut
Smith s'havia ja oposat als monopolis en el llibre I. En el llibre IV, estudia en detall el sistema mercantilista britànic, i els seus efectes perversos. Aquests són particularment visibles en les colònies d'Amèrica del Nord, on la rebel·lió acabava de començar.
Per a ell, la motivació del comerç internacional, com de qualsevol comerç, és aprofitar-se de la divisió del treball. Així, «la màxima de qualsevol cap de família prudent és la de no intentar fer a casa seva allò que li costarà menys comprant-ho fet. El sastre no intenta fer les sabates, sinó que les compra al sabater; el sabater no intenta fer els seus vestits, sinó que recorre al sastre; el granger no intenta fer ni els uns ni els altres, sinó que s'adreça als dos artesans i els dona feina». El mateix principi d'avantatge absolut s'aplica entre països:
«allò que és prudència en la conducta de cada família en particular, no pot ser una insensatesa en un gran imperi. Si un país estranger ens pot facilitar una mercaderia amb un tracte millor que nosaltres mateixos estem en condicions de fixar-nos, val més que li comprem amb qualsevol tipus de producte de la nostra pròpia indústria, empleat de manera que ens aporti algun avantatge». L'avantatge absolut d'un país pot ser natural (clima) o adquirida (coneixement), el que ens porta a la conclusió: «en tant que un dels països tindrà avantatges li'n mancaran a l'altre, li serà més avantatjós per a aquest de comprar al primer, que no fabricar-lo ell mateix».
Smith s'oposa en virtut d'aquest principi a qualsevol política de control o restricció del comerç, l'efecte de la qual no fa més que disminuir la importància del mercat potencial, el que limita l'extensió de la divisió del treball i, per tant, l'ingrés nacional. Les mesures mercantilistes apuntant a protegir una indústria no augmenten l'ingrés total, sinó que en desvien una part del seu ús natural:
| « | La indústria de la societat, en el seu conjunt, mai no pot anar més enllà d'allò que pot emprar el capital de la pròpia societat. (...) No hi ha cap reglament de comerç que sigui capaç d'augmentar la indústria d'un país més enllà del que el capital d'aquest país en pot mantenir; tot el que pot fer, és que una part d'aquesta indústria prengui un altre camí que el que hauria prés sense aquell, i no és segur que aquesta direcció artificial prometi ser més avantatjosa a la societat que la que hauria pres la indústria voluntàriament. | » |

El sistema de llibertat natural preconitzat per Smith, s'aplica igualment bé a les relacions comercials amb els estrangers, on l'interès personal es manifesta amb més força. Així, en un dels passatges més cèlebres de la història del pensament econòmic, explica que: 
| « | l'ingrés anual de tota societat és sempre precisament igual al valor intercanviable de tot el producte anual de la seva indústria, o més aviat és precisament la mateixa cosa que aquest valor d'intercanvi. En conseqüència, ja que cada individu tracta, el màxim possible, 1r emprar el seu capital per fer valer la indústria nacional, i – 2.on dirigir aquesta indústria de manera de fer-li produir el més gran valor possible, cada individu treballa necessàriament per tornar l'ingrés anual de la societat el major possible. En veritat, la seva intenció, en general, no és per allò de servir l'interès públic, ell mateix no sap fins a quin punt pot ser útil a la societat. Preferint l'èxit de la indústria nacional al de la indústria estrangera, no pensa més que a donar-se personalment una major seguretat; i dirigint aquesta indústria de manera que el seu producte tingui el màxim valor possible, no pensa més que en el seu propi guany; en allò, com en la majoria d'altres casos, és aconduït per una ma invisible que mai ha estat en les seves intencions; i això no és sempre el pitjor per a la societat, que aquesta finalitat no entre en les seves intencions. Tot cercant només el seu interès personal, treballa sovint d'una manera molt més eficaç per a l'interès de la societat, que si s'ho hagués posat com a objectiu del seu treball. | » |

 La imatge de la mà invisible no és utilitzada més que en aquesta ocasió en La riquesa de les nacions, i Smith no en va fer certament una regla absoluta, garantida per les regles empíriques o metafísiques. Representa les forces socials, i no la providència.

### Les quatre etapes del desenvolupament econòmic
La riquesa de les nacions presenta un model de desenvolupament econòmic en quatre etapes, caracteritzades pel seu mode de subsistència:
- els pobles caçadors,
- els pobles pastors,
- les nacions agrícoles o feudals,
- les nacions comerciants.

L'organització social es desenvolupa en cada època, i permet, al seu torn, un desenvolupament econòmic renovat. Permet també un refinament augmentat en l'art de la guerra. Amb els caçadors i els pastors, tota la tribu pot anar a la guerra; en les nacions agrícoles o feudals una part de la població ha de quedar-se per cultivar la terra (amb els Romans, els soldats retornaven per fer la collita, més endavant només els grangers es quedaven per alimentar al conjunt de la població). En una societat civilitzada, «els soldats eren mantinguts completament pel treball dels que no eren soldats, el nombre dels primers no pot ser superior dels que estan en situació de mantenir-los».
Les institucions es desenvolupen en cada nova etapa, sobretot a conseqüència de l'aparició dels drets de propietat que han de ser defensats. La tercera etapa estableix un lloc d'intercanvi mútuament benèfic entre les ciutats i el camp, que prefigura el benefici del comerç internacional, Smith admet tanmateix que els beneficis són desigualment repartits. El sistema de llibertat natural correspon a les institucions necessàries per a la quarta etapa.
Karl Marx utilitza un model similar però diferent en El capital, on les etapes corresponen a modes de producció diferents, i on la fase contemporània està caracteritzada per l'antagonisme entre el capitalista i el treballador.

### La responsabilitat del sobirà
Smith no amaga la mala opinió que té dels sobirans i prínceps. Són costosos, propicis a la vanitat, frívols, improductius. Retallen el valor de la moneda. Intenten projectes mercantilistes, que encallen habitualment. En el llibre V, Smith els confina a un rol bastant més modest:
- protegir la societat contra tota violència interior o exterior,
- protegir a tots els membres de la societat de la injustícia o l'opressió causada per un dels seus membres,
- proporcionar infraestructures i institucions públiques, que són benèfiques a la societat, però que un empresari privat no pot finançar-les per ell mateix.

La defensa nacional no autoritza les «aventures» militars dels grans imperis, que Smith lamenta. Per a ell, les guerres contemporànies tenen totes causes comercials i efectes comercials. Així, la Guerra dels Set Anys té el seu origen en els monopolis acordats al comerç colonial.
L'exercici i el finançament de la justícia són una responsabilitat prou important per a Smith. La justícia està íntimament barrejada en les baralles sobre els drets de propietat i les relacions econòmiques. Sovint, la defensa de la propietat no és justa per ella mateixa: «el govern civil, en tant que té per objecte la seguretat de les propietats, és, en la realitat, instituït per defensar els rics contra els pobres, o bé, a aquells que tenen propietats enfront dels que no en tenen». Però en un país on l'administració de la justícia és relativament imparcial, aquesta protegeix la propietat de tots, incloent-hi els pobres.
El subministrament de béns públics és la tercera funció indispensable del govern. Smith distingeix clarament les polítiques mercantilistes d'ajuda als sectors definits (que aprofiten als comerciants d'aquests sectors en detriment de la resta de la població), que són de fet els que posen traves al creixement, de les que estan en condicions d'augmentar l'ingrés nacional. D'entre aquestes, distingeix encara les infraestructures rendibles (que poden ser finançades amb el pagament pel seu ús) d'aquelles, generalment útils però no directament rendibles, que el govern ha de finançar. A més a més d'infraestructures físiques, aquesta categoria comprèn les despeses institucionals com l'educació pública.
Pel que fa als ingressos públics, Smith recomana que els individus paguin un impost proporcional als seus ingressos, sense elements arbitraris, de la manera més còmode per a ells, i amb un cost mínim. Relaciona, en aquesta ocasió, un inventari d'imposts absurds o arbitraris percebuts a la Gran Bretanya. És igualment favorable a la idea que els productes de luxe siguin més fortament gravats que els altres, amb la finalitat d'animar a l'austeritat, el que permet el creixement de l'ingrés nacional.
Finalment, Smith adverteix contra l'ús del deute públic com a instrument de finançament, a causa del seu caràcter perniciós. L'emprèstit posa el sobirà a resguard d'una alça impopular dels impostos per finançar l'esforç de guerra i, sobretot, si no es desenrotlla sobre el sòl del país
«la majoria de la gent que viu a la capital i a les províncies allunyades de l'escenari d'operacions militars no senten gairebé cap inconvenient per la guerra, però gaudeixen, a la seva comoditat, de l'entreteniment de llegir a les gasetes les proeses de les seves flotes i dels seus exèrcits. (...) Veuen ordinàriament amb disgust el retorn de la pau, que posa fi als seus entreteniments, i, també, a mil esperances quimèriques de conquesta i glòria nacional que fonamentaven sobre la continuació de la guerra».
L'augment resultant del deute públic no deixarà de tenir conseqüències molestes; Smith evoca «el progrés de deutes enormes que aixafen en el present a totes les grans nacions d'Europa, i que les arruïnarà probablement a totes a la llarga».
La riquesa de les nacions no té una conclusió real de conjunt: l'últim passatge recorda l'endeutament considerable de Gran Bretanya causat per la seva aventura colonial: «ja fa més d'un segle complet que els que dirigien la Gran Bretanya havien entretingut el poble amb la idea imaginària que posseïen un gran imperi en la costa occidental de l'Atlàntic (...), projecte que ha costat despeses enormes, que en continua costant encara, i que ens amenaça de costar-ne de semblants en el futur», proposa l'alliberament d'aquestes colònies d'Amèrica del Nord costoses, i acaba amb: «ja és hora que d'ara endavant se les arregli per adaptar els seus punts de vista i els seus designis, d'acord amb la mediocritat real de la seva fortuna».

## Influència deLa riquesa de les nacions

### Influència immediata

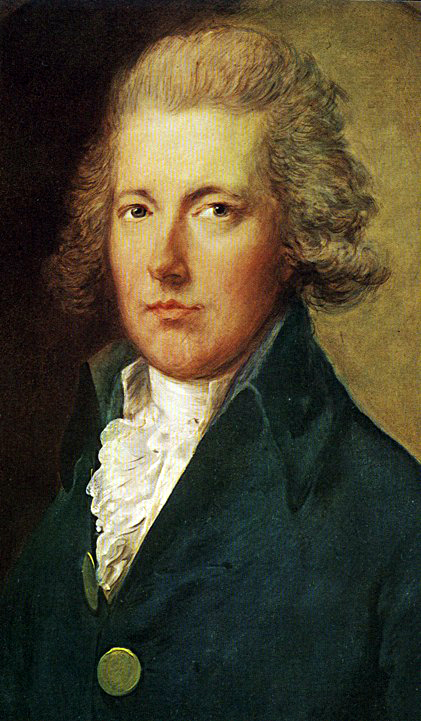
William Pitt el Jove és un admirador d'Adam Smith

La primera edició va ser publicada a Londres el 9 de març de 1776 per Strahan i Cadell, en dos toms, i costava una lliura i setze xílings. David Hume, Samuel Johnson i Edward Gibbon en fan elogi, i es va esgotar en sis mesos. Quatre noves edicions van ser publicades mentre vivia Smith (1778, 1784, 1786, 1789), aproximadament 5000 exemplars. Durant aquest temps, van ser igualment publicades les traduccions en danès (1779-1780), francés (1778-1779, 1781) i alemany (1776-1778).
El llibre té una influència fonamental sobre la política econòmica de la Gran Bretanya. Des de 1777, Lord North adopta dues taxes «smithianes»: l'una sobre les criades, l'altra sobre els béns venuts en subhasta. El pressupost de 1778 conté una taxa sobre l'habitatge i una sobre la malta. Els polítics demanen ràpidament l'opinió de Smith sobre els afers diaris, com ara la qüestió irlandesa. El 1784, Charles James Fox el cita oficialment per primera vegada al Parlament. El primer ministre William Pitt el Jove n'aplica els principis en el tractat Eden-Rayneval de lliure-canvi signat amb França el 1786, i se'n serveix per a l'elaboració dels seus pressupostos. L'Acta de la Unió amb Irlanda deriva també d'aquesta influència; Pitt estava desitjós «d'alliberar Irlanda del seu sistema caduc de prohibicions».

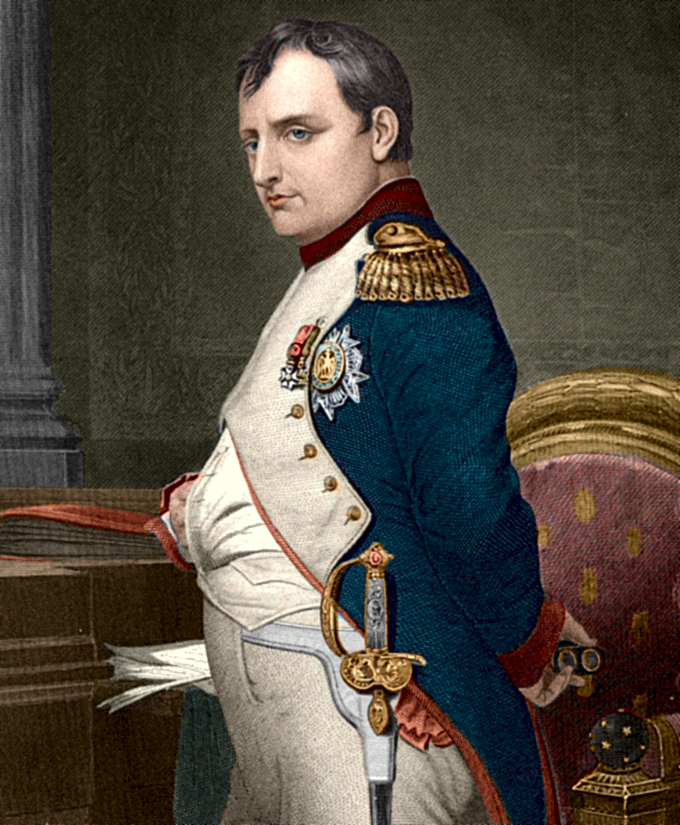
Napoleó Bonaparte

A França, la primera menció de La riquesa de les nacions és una crítica en el Diari dels Savis, apareguda el 1777. La primera traducció està publicada a La Haia el 1778-1779, el seu autor, «M ....», és desconegut. Es pot tractar de l'abat Blavet, que publica una traducció diferent per episodis setmanals en el Journal de l'agriculture, du commerce, des arts et des finances entre el gener de 1779 i el desembre de 1780, després en una edició en sis volums a Yverdon el 1781 i una de tres volums a París el mateix any. Aquesta traducció és considerada com a mediocre, però era reconeguda per Smith. Jean-Antoine Roucher publica una altra traducció, sense gran mèrit, el 1790. El comte Germain Garnier publica una traducció millor el 1802, una versió de la qual va ser revisada per Adolphe Blanqui el 1843. Tanmateix, les idees de Smith troben poc ressò a France, fins que van ser represes i desenvolupades per Jean-Baptiste Say, començant pel seu Traité d'économie politique de 1803. Napoleó Bonaparte, qui llegí La riquesa de les nacions a l'Escola militar, s'hi ha inspirat potser per formar les seves idees econòmiques: moneda forta, tipus d'interès estable, control de les despeses públiques, rebuig del recurs al deute llevat de casos d'urgència, abandó de tota participació directa de l'Estat al comerç; aquesta tesi no ha estat tanmateix provada

### Vulgarització i desviacions
Entre els més ardents promotors de Smith figuren aquells respecte als quals ell apel·lava a la més gran malfiança: els comerciants i capitalistes. Segons Thomas Sowell, ningú no ha formulat denúncies més punyents que Smith al respecte, ni el mateix Karl Marx. Smith no afavoreix cap classe en La riquesa de les nacions, però demostra una gran simpatia pels pobres i els consumidors. El seu missatge de fe en els principis del mercat es desvia cap a una apologia del laissez-faire, (Smith no utilitza mai aquest terme) i una hostilitat dogmàtica a tota intervenció pública amb l'objectiu de promoure el benestar general. Smith s'oposa totalment al principi d'una manipulació estatal en el mecanisme del mercat (oposició a la que hi admet excepcions), però mai s'enfronta en la seva vida el problema de l'Estat del benestar, i el seu efecte net sobre aquest mecanisme: la idea que la política pública pugui superar les Lleis de Pobres i que el proletariat pugui tenir veu en les deliberacions públiques és encara absurda en la seva època.

### La riquesa de les nacionsen la història del pensament econòmic
En la història del pensament econòmic, La riquesa de les nacions és una obra revolucionària: dona un cop letal a les teories premodernes, mercantilisme i fisiocràcia, i val al seu autor el títol (rarament discutit) de «pare de l'economia política». S'hi troba el germen de moltes diverses teories ulteriors, com la llei dels mercats de Say, la teoria ricardiana de la renda agrícola, o la llei de la població de Thomas Malthus; els economistes rivals del segle xix el citen per sostenir les seves respectives posicions. Més d'un segle més tard, un dels grans de l'escola neoclàssica, Alfred Marshall, declara objecte de la seva pròpia obra: «tot està ja en Smith».
Determinades nocions de Smith com el valor treball, desenvolupat per l'Escola clàssica, es mantenen dominants durant el segle següent, fins a la revolució marginalista dels anys 1870. La idea d'un valor treball objectiu és d'altra banda un punt de desacord fonamental entre neoclàssics i marxistes, aquests últims seguint Smith i David Ricardo, negant-se a reconèixer el valor que pot ser construït en l'elecció subjectiva individual.
Mentrestant, Smith ha subestimat àmpliament la importància de la Revolució industrial que s'iniciava davant dels seus propis ulls, i la seva anàlisi de la societat britànica és ràpidament superada pels esdeveniments: les fàbriques apareixen i assenyalen el camí a una «cinquena edat», la del capitalisme.
Les crítiques

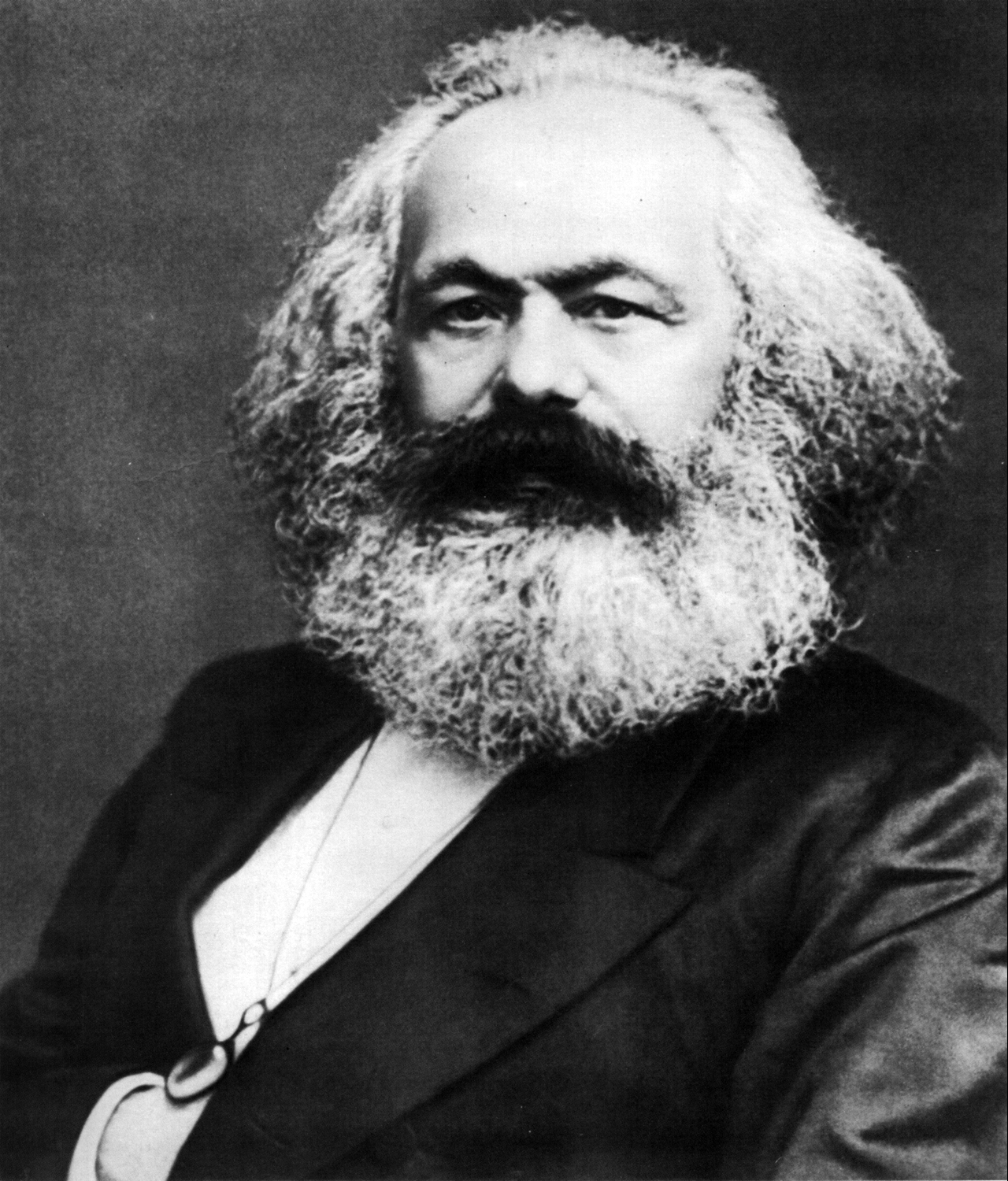
Karl Marx

Un dels primers crítics de La riquesa de les nacions és el filòsof Jeremy Bentham, qui en Defensa de la usura (Defense of Usury) ataca les recomanacions de Smith sobre la limitació dels tipus d'interès, i proposa una teoria distinta del creixement, basada sobre el rol dels innovadors. Jean-Baptiste Say i més tard Joseph Schumpeter reprenen i desenvolupen aquesta teoria.
Les prediccions sobre l'enriquiment regular dels salaris empès per l'acumulació de capital són desmentides poc després de la seva mort pels bruscs augments de preus alimentaris, entre 1794-1795 i entre 1800-1801. Les penúries i els aixecaments condueixen Thomas Malthus a escriure el seu Assaig sobre el principi de la població (1798), on expressa els seus dubtes de cara a la possibilitat de procurar el confort material a la majoria de la població. El filòsof i amic de Smith Edmund Burke ofereix una predicció encara més pessimista en Pensaments i detalls sobre l'escassetat  (Thoughts and Details on Scarcity) (1795).
Les tesis de Smith sobre els guanys mutus generats pel comerç internacional són represes i amplament esteses per David Ricardo en Els principis de l'economia i de l'impost (1817). Més endavant, els crítics de Smith insisteixen sobre l'idealisme de les seves hipòtesis, i afavoreixen les solucions proteccionistes «adaptades al món real». El 1791, en el seu Informe sobre les manufactures, Alexander Hamilton recomana als Estats Units que no s'especialitzin en l'agricultura, ben al contrari d'establir barreres duaneres a fi de permetre el desenvolupament d'una indústria nacional, que podrà competir amb els europeus. Friedrich List exposa aquest mètode el 1827, després el generalitza el 1841 (Sistema nacional d'economia política), i John Stuart Mill en fa una doctrina econòmica rigorosa (Principis d'economia política, 1848).
Les crítiques dels autors socialistes del segle xix culminen en el tom II de El capital de Karl Marx. Segons ell, les contradiccions cícliques inevitables del capital, comporten una superabundància de treballadors en el mercat de treball, el que porta sistemàticament el seu salari als ingressos de subsistència. De la mateixa manera que Smith ha batejat el «sistema mercantil» per denunciar-lo, Marx bateja i condemna el «sistema capitalista».